# Seychelles aux Jeux olympiques d'été de 2020
Les Seychelles participent aux Jeux olympiques d'été de 2020 à Tokyo au Japon. Il s'agit de sa 10e participation à des Jeux d'été.

## Athlètes engagés
| Sport      | Hommes | Femmes | Total |
| ---------- | ------ | ------ | ----- |
| Athlétisme | 1      | 0      | 1     |
| Judo       | 1      | 0      | 1     |
| Natation   | 1      | 1      | 2     |
| Voile      | 1      | 0      | 1     |
| Total      | 4      | 1      | 5     |

## Résultats

### Athlétisme
Le comité bénéficie d'une place attribuée au nom de l'universalité des Jeux. Ned Justeen Azemia dispute le 400 mètres haies masculin.
| Athlète    | Épreuve              | Séries  | Séries | Demi-finales | Demi-finales | Finale  | Finale  |
| Athlète    | Épreuve              | Temps   | Rang   | Temps        | Rang         | Temps   | Rang    |
| ---------- | -------------------- | ------- | ------ | ------------ | ------------ | ------- | ------- |
| Ned Azemia | 400 m haies masculin | 51 s 67 | 8e     | Éliminé      | Éliminé      | Éliminé | Éliminé |

### Judo
La Fédération ne distribue pas de ticket de qualifications aux championnats continentaux ou mondiaux mais c'est le classement établi au 21 juin qui permettra de sélectionner les athlètes (18 premiers automatiquement, le reste en fonction des quotas de nationalité).
Chez les hommes, Nantenaina Finesse bénéficie d'une invitation tri-partite.
| Athlète            | Compétition           | 1er tour            | 2e tour             | Quart de finale     | Demi-finale         | Repêchage           | Finale              | Rang    |
| Athlète            | Compétition           | Adversaire Résultat | Adversaire Résultat | Adversaire Résultat | Adversaire Résultat | Adversaire Résultat | Adversaire Résultat | Rang    |
| ------------------ | --------------------- | ------------------- | ------------------- | ------------------- | ------------------- | ------------------- | ------------------- | ------- |
| Nantenaina Finesse | Moins de 90 kg hommes | Nyman Défaite 00-01 | Éliminé             | Éliminé             | Éliminé             | Éliminé             | Éliminé             | Éliminé |

### Natation
La nageuse seychelloise Felicity Passon s'est qualifiée après sa performance au Grand Prix de natation de Durban, en Afrique du Sud.
Le comité bénéficie de place supplémentaire attribuée à un nageur au nom de l'universalité des Jeux.
| Athlète         | Épreuve                 | Séries        | Séries | Demi-finales | Demi-finales | Finale  | Finale  |
| Athlète         | Épreuve                 | Temps         | Rang   | Temps        | Rang         | Temps   | Rang    |
| --------------- | ----------------------- | ------------- | ------ | ------------ | ------------ | ------- | ------- |
| Simon Bachmann  | 200 m papillon masculin | 2 min 3 s 54  | 38e    | Éliminé      | Éliminé      | Éliminé | Éliminé |
| Felicity Passon | 100 m dos féminin       | 1 min 4 s 66  | 38e    | Éliminé      | Éliminé      | Éliminé | Éliminé |
| Felicity Passon | 200 m dos féminin       | 2 min 16 s 18 | 26e    | Éliminé      | Éliminé      | Éliminé | Éliminé |

### Voile
Le navigateur Rodney Govinden se qualifie en classe Laser après avoir remporté la médaille d'or aux Championnats d'Afrique de Laser en Algérie en 2019 alors qu'il affrontait 14 marins africains.
| Athlète         | Compétition  | Régate | Régate | Régate | Régate | Régate | Régate | Régate | Régate | Régate | Régate | Régate | Total net | Rang final |
| Athlète         | Compétition  | 1      | 2      | 3      | 4      | 5      | 6      | 7      | 8      | 9      | 10     | CM     | Total net | Rang final |
| --------------- | ------------ | ------ | ------ | ------ | ------ | ------ | ------ | ------ | ------ | ------ | ------ | ------ | --------- | ---------- |
| Rodney Govinden | Laser hommes | 34     | 31     | 34     | 30     | 29     | 32     | 29     | 32     | 28     | 33     | EL     | 278       | 33e        |